# 萨洛 (芬兰)
萨洛（芬蘭語：Salo）是芬兰芬兰本部区使用“城市”称号的市镇。市镇面积为2,061.84平方公里，2023年人口数量为51,100人。
虽然只是一个五万多人的小镇，但是它位于区府圖爾庫和芬兰首都赫尔辛基之间，交通往来频繁。

## 友好城市
萨洛与下列城市结为友好城市关系：
- 德国 普赫海姆
- 匈牙利 瑙吉考尼饶
- 匈牙利 加爾多尼
- 丹麦 奥泽
- 爱沙尼亚 阿尼亚
- 爱沙尼亚 埃尔瓦
- 中国 武汉
- 中国 青岛
- 美国 明尼苏达州圣安东尼
- 俄羅斯 勒热夫（暂停合作）